# Spanische Wasserballnationalmannschaft der Frauen

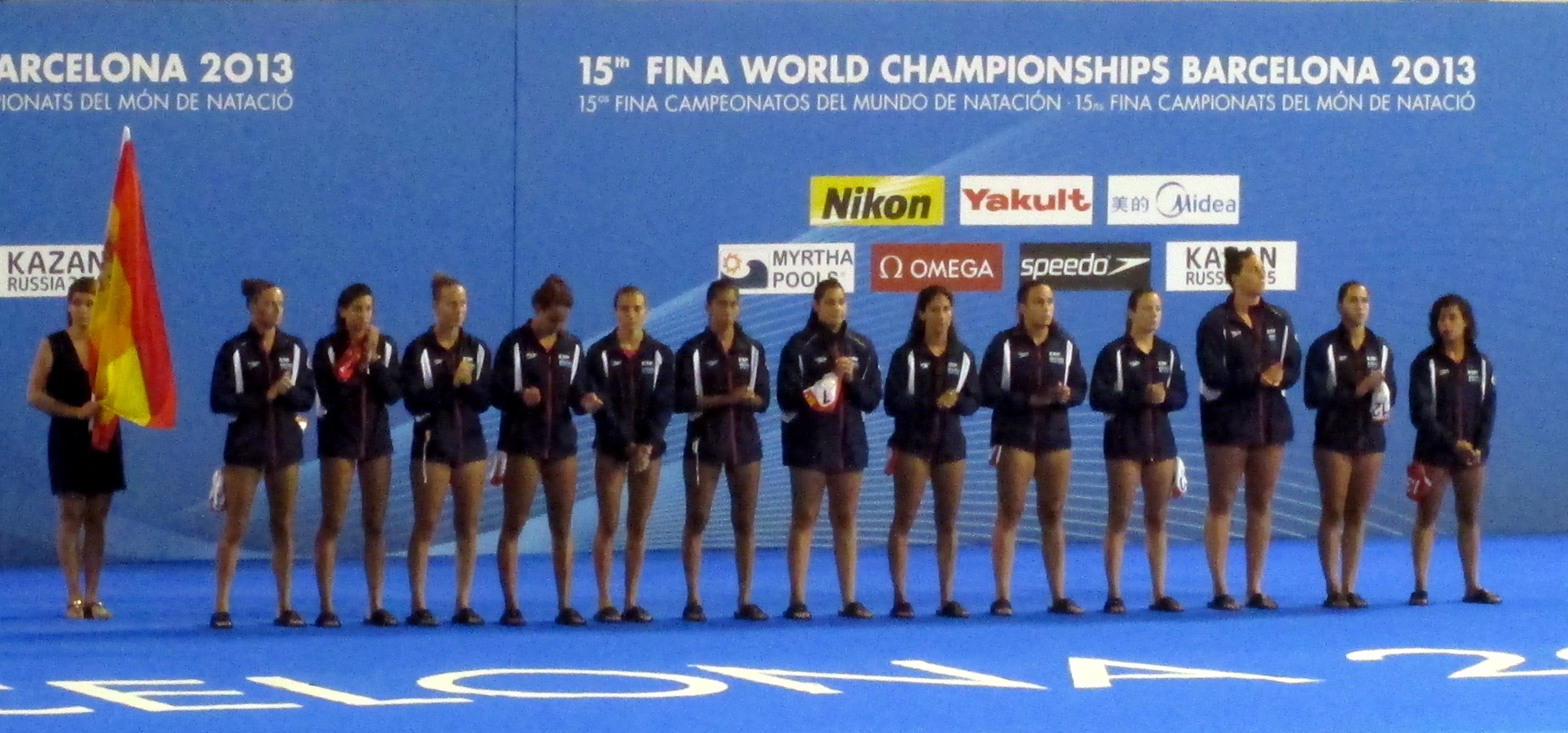
Spanische Nationalmannschaft bei der Weltmeisterschaft 2013 in Barcelona.

Die spanische Wasserballnationalmannschaft der Frauen (span. Selección Española de Waterpolo femenino) ist eine Auswahl spanischer Spielerinnen in der Sportart Wasserball (span. Waterpolo). Sie repräsentiert die Real Federación Española de Natación (Königlich-spanischer Schwimmsportverband) auf internationaler Ebene, zum Beispiel bei den Wasserball-Weltmeisterschaften, den Europameisterschaften, dem FINA Weltcup, der Weltliga oder den Olympischen Spielen.
Der bis dahin größte Erfolg der Nationalmannschaft der Frauen war der Gewinn der Goldmedaille bei den Wasserball-Weltmeisterschaften 2013. Die Spanierinnen setzten sich mit 8:6 gegen Australien durch und holten damit den ersten Titel für ihr Land im Damen-Wasserball. Nur ein Jahr zuvor waren die Ibererinnen in den Olympischen Spielen 2012 in London erst im Endspiel mit 5:8 an den Vereinigten Staaten gescheitert und holten Silber. Bei Wasserball-Europameisterschaften konnte die Mannschaft 2014 den Titel durch einen 10:5-Finalsieg gegen die Niederlande gewinnen. Nachdem die Mannschaft in den Jahren ab 2022 jedes Jahr Medaillen bei Welt- oder Europameisterschaften erkämpft hatte, gewann sie bei den Olympischen Spielen 2024 die Goldmedaille durch einen Sieg über Australien.

## Erfolge
Olympische Spiele
- Goldmedaille: 2024
- Silbermedaille: 2012, 2020

Weltmeisterschaften
- Goldmedaille: 2013
- Silbermedaille: 2017, 2019, 2023
- Bronzemedaille: 2024, 2025

Europameisterschaften
- Goldmedaille: 2014, 2020, 2022
- Silbermedaille: 2008, 2024
- Bronzemedaille: 2018

FINA Weltcup
- Bronzemedaille: 2014